# عيد الرعاة

الأجواء الإحتفالية في عيد الرعاة 2014.

عيد الرعاة مهرجان ثقافي سنوي فريد من نوعه ينظمه المركز الثقافي الجبلي بقرية الوساعية التابعة لمدينة سبيطلة منذ سنة 2012، ويهدف المهرجان الذي بادر إلى تنظيمه المركز الثقافي الجبلي بالمنطقة واحدى الجمعيات البيئية الوليدة، إلى إيجاد تقاليد سياحية بديلة في المناطق الريفية الواقعة عند سفوح الجبال بهذا الجزء من تونس المعروف بعراقته حيث كان في الماضي مهدا للحضارة الرومانية.
كما يعتبر المهرجان أول تظاهرة من نوعها في العالم العربي تحتفي برعاة تونس وتصالح بينهم وبين الموروث الثقافي والحضاري.

## دور عسكري
نتيجة أحداث جبل الشعانبي وإتساع مجال الأعمال الإرهابية إلى جبل سمامة ومناطق أخرى، تحول هذا الأخير إلى منطقة عسكرية لمكافة الإرهاب. مما عزز دور المهرجان والدور الأساسي للرعاة في إعمار هذه الجبال الشاسعة وحمايتها من الإرهابيين.
كما لعب الرعاة دورا أساسيا في دعم الفلاقة التي تأسست في جبل سمامة في عام 1954 وانتخب يومئذ الشهيد التونسي الأزهر الشرايطي قائدا عاما لها بحضور عدد من المناضلين على غرار مصباح الجربوع الطاهر لسود والساسي لسود.

## أضواء على الدورات الأخيرة
ينتظم مجددا عيد الرعاة رغم الصعوبات التي يعرفها مشروع المركز الثقافي الجبلي بسمّامة و ذلك بسبب تموقع الإرهابيين في هذا الجبل و تحوّله إلى منطقة عسكرية مغلقة مما اضطر فريق المركز إلى النشاط على السفح بعد أن وضع التصوّر الاولي للنشاط داخل الجبل، في مغاوره الجميلة وفي شعابه وعلى هضابه وفي مواقعه الاثرية التي لم تستكشف بعد. وإنطلقت دورة 2015 من المهرجان تحت شعار  نعمْ...أنا راعٍ ..و ألفُ نعمْ، تخليدا لقصيدة الشاعر الراحل عامر بوترعة الذي كتب هذه القصيدة ردا على المنشطة التلفزية السابقة هالة الركبي التي إحتقرت دور الرعاة.
وشهدت دورة 2015 حملة دعائية لعيد الرعاة في تونس العاصمة وستحيي مجموعة أصوات سمّامة حفلا في أحد الفضاءات الثقافية بالعاصمية وستتم دعوة الفنانين و عشاق الجبال للمشاركة، وسيقضي الضيوف ليلة السبت 25 افريل في ضيافة الرعاة و سكان جبل سمّامة واكدت بعض القنوات الاجنبية حضورها لتغطية هذا الحدث الذي يقدم الوجه الحقيقي التلقائي لجبال سمّامة حيث يتمسك السكان بحب الحياة و باحتفالياتهم البسيطة التلقائية رغم قساوة هذه الفترة التي صارت فيها الجبال مصدر تخويف و ترهيب ومصدر نزوح ووجهة إرهاب. وينتظر ان تكون الاستعدادات الامنية محكمة لانجاح التظاهرة.
إحتفت الدورة الأولى لعيد الرعاة بالخلية الإعلامية بالقصرين فوق كاف الحمام بجبل سمامة. وانتظمت الدورة الثانية من المهرجان يومي 18 و19 ماي 2013, في ظروف إستثنائية تعيشها جبال القصرين, في براقوبة العقاب بجبل سمامة، حيث تنتظم سهرة بعنوان جواجي القصبة. وفي اليوم الثاني إنطلقت القطعان مع الرعاة صبحا حيث التقت في مدادير الدبابة. وهناك انتظمت احتفالية في الكهوف تم خلالها تكريم الرعاة المشاركين بمشاركة مختلف جمعيات الجبل التي أسست بالمناسبة مجلسها مجلس الجبل.

انظمت الدورة الثالثة لعيد الرعاة أيام 25, 26 و 27 أفريل 2014.

## وصلات خارجية
- صورة من الاحتفالات في دورة 2013 على اليوتوب.

## مواضيع ذات صلة
- قائمة المهرجانات في تونس
- سبيطلة